# Vittaria nervosa
Vittaria nervosa är en kantbräkenväxtart som beskrevs av Christ. Vittaria nervosa ingår i släktet Vittaria och familjen Pteridaceae. Inga underarter finns listade.